# Lakownica jasnomiąższowa

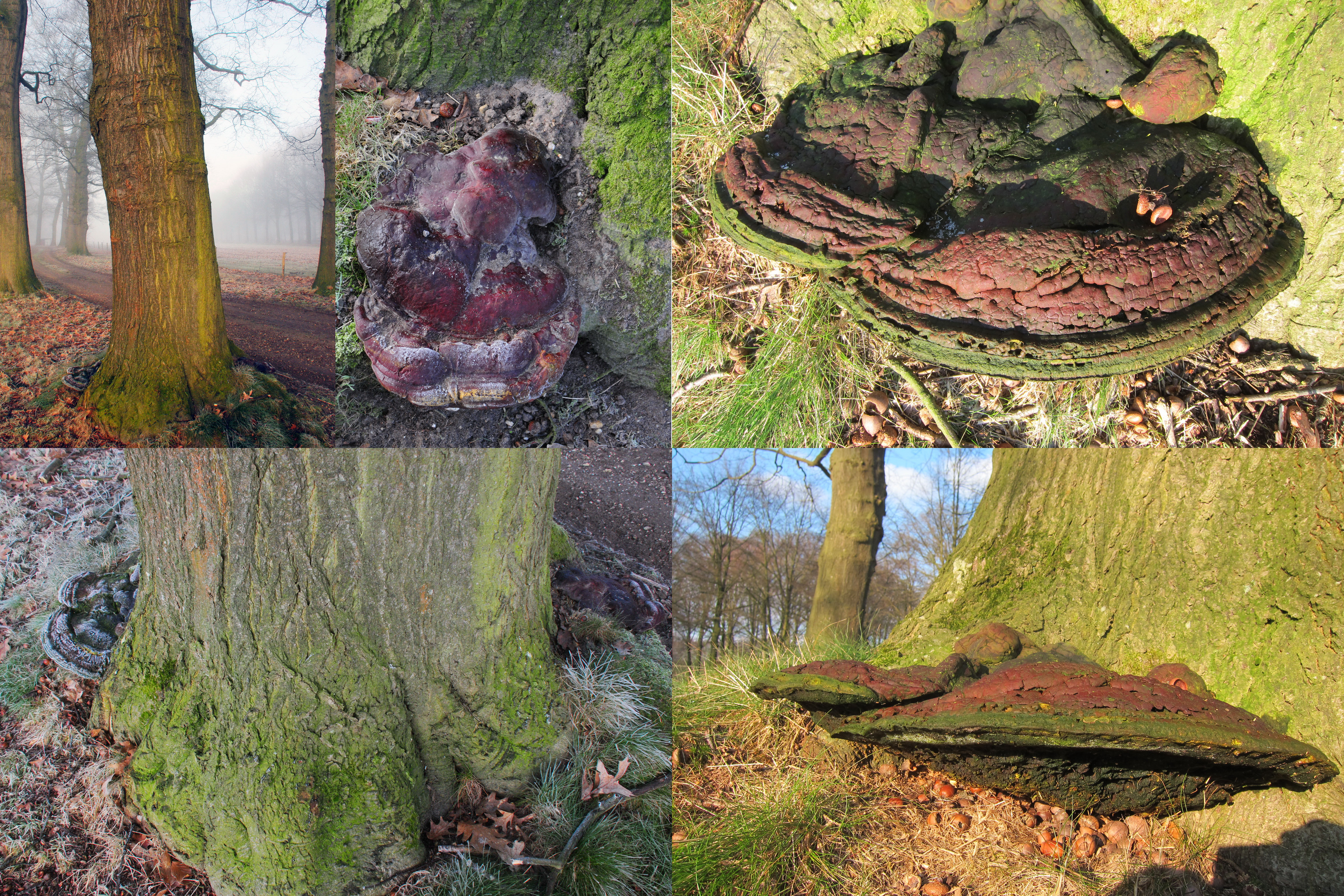

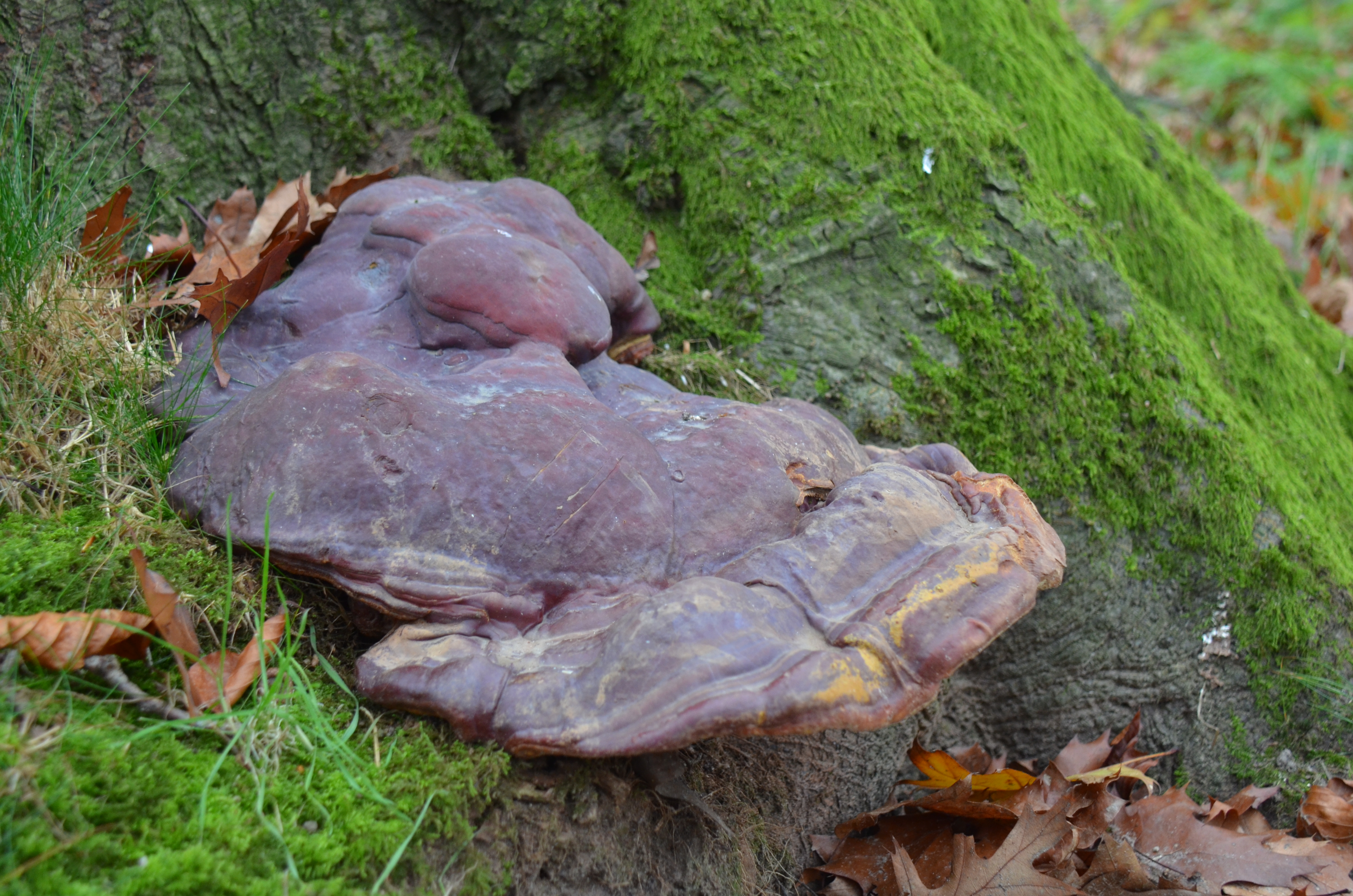

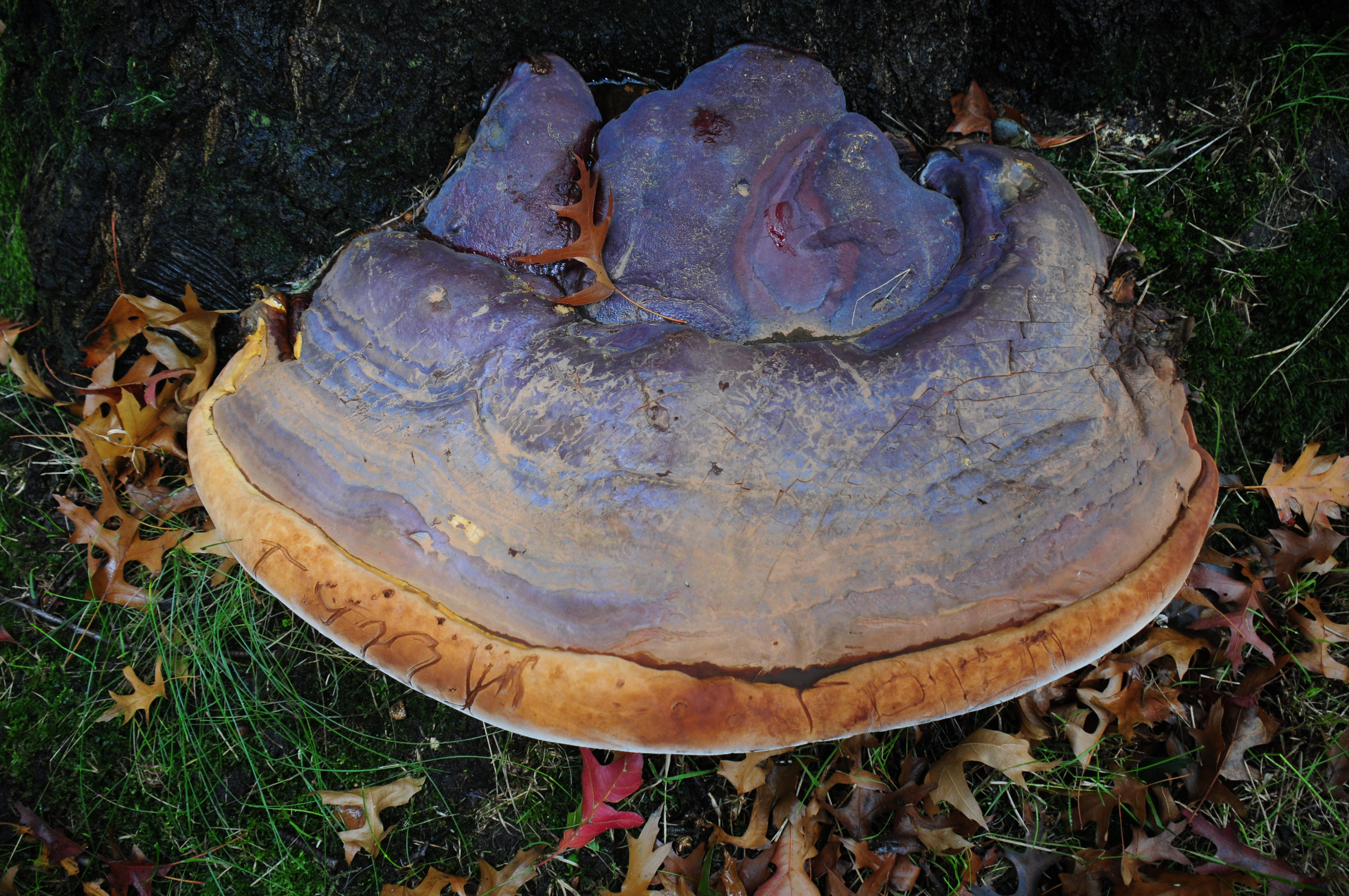

Lakownica jasnomiąższowa (Ganoderma resinaceum Boud.) – gatunek grzybów należący do rodziny żagwiowatych (Polyporaceae).

## Systematyka i nazewnictwo
Pozycja w klasyfikacji według Index Fungorum: Ganoderma, Polyporaceae, Polyporales, Incertae sedis, Agaricomycetes, Agaricomycotina, Basidiomycota, Fungi.
Po raz pierwszy opisał go Jean Louis Émile Boudier w 1889 r. Ma około 30 synonimów. Niektóre z nich:
- Fomes areolatus (Murrill) Murrill 1912
- Friesia resinacea (Boud.) Lázaro Ibiza 1916
- Ganoderma areolatum Murrill 1912
- Ganoderma lucidum subsp. resinaceum (Boud.) Bourdot & Galzin 1925
- Polyporus argillaceus (Murrill) Overh. 1926
- Polyporus pulverulentus (Murrill) Overh. 1926
- Polyporus sessilis (Murrill) Lloyd 1915
- Polyporus subincrustatus (Murrill) Seaver & Chardón 1926[2].

Nazwę polską zaproponował Władysław Wojewoda w 2003 r., Stanisław Domański w 1967 r. opisywał ten gatunek pod nazwą lakownica żywicowata.

## Morfologia
Owocnik
Wieloletni, typu huba, duży, osiągający średnicę do 45 cm. Do podłoża przyrasta bokiem, czasami tylko występuje szczątkowy trzon. Kształt półkolisty lub nerkowaty. Powierzchnia gładka, błyszcząca lub matowa, słabo bruzdowana, u młodych owocników żółtawa, pokryta cienką warstwa żywiczną, u starszych coraz ciemniejsza – ceglastokasztanowa, ciemnoruda, i w końcu niemal czarna. W stanie wyschniętym często popękana. Brzeg tępy, gruby, o barwie od białawej do kremowej. Hymenofor rurkowy. Rurki długości 5–20 mm, zazwyczaj tworzące jedną tylko warstwę, rzadziej 2–5 warstw. Pory drobne, koliste, w liczbie 2–2,5 na 1 mm.
Cechy mikroskopowe
System strzępkowy trimityczny. Strzępki generatywne hialinowe, cienkościenne, ze sprzążkami, o średnicy 2–5 μm, na wysuszonych okazach trudne do obserwacji. Strzępki szkieletowe obficie występujące, grubościenne, nierozgałęzione lub z kilkoma gałązkami, o średnicy 3–5 μm u podstawy, czasami z bocznymi naroślami, zazwyczaj oddzielonymi od głównego trzonu prostymi septami. Strzępki łącznikowe długie, hialinowe lub lekko żółtawe, o średnicy 3–5 μm u podstawy, z długimi, bocznymi jasnożółtymi odgałęzieniami. Skorupa na górnej stronie owocnika zbudowana z palisadowo ułożonych, amyloidalnych strzępek o małych i trudnych do zaobserwowania sprzążkach. Brak cystyd i innych płonnych elementów hymenium. Zarodniki elipsoidalne z obciętymi wierzchołkami, o rozmiarach 9–11,5 × 4,5–7 μm.
Gatunki podobne
Lakownica jasnomiąższowa może być mylona z lakownicą czerwonawą (Ganoderma pfeifferi), która ma podobną żywiczną skorupę na górnej powierzchni owocnika, ale odróżnia się ciemnobrązowym lub umbrowym kontekstem i szerszymi zarodnikami. Lakownica żółtawa (Ganoderma lucidum) ma jaśniejszy kontekst, bez ciemniejszej strefy nad rurkami i nie posiada żywicznej skorupy, wskutek czego jest znacznie bardziej błyszcząca (nawet starsze okazy). Odróżnia się także zarodnikami.

## Występowanie i siedlisko
Lakownica jasnomiąższowa notowana jest na licznych stanowiskach w Ameryce Północnej, Środkowej, Południowej oraz w Europie Południowej i Środkowej i na kilku izolowanych stanowiskach w południowej Danii. Poza tym notowana w Afryce (Liberia) i Azji (Japonia, Filipiny). W Polsce gatunek rzadki. Znajduje się na Czerwonej liście roślin i grzybów Polski. Ma status R – gatunek potencjalnie zagrożony z powodu ograniczonego zasięgu geograficznego i małych obszarów siedliskowych.
Występuje w parkach, w lasach i przy drogach, głównie na żywych drzewach liściastych, sporadycznie tylko na martwych. W Polsce notowana na klonie jaworze, kasztanowcu pospolitym. W innych krajach występuje także na dębach, olszach, wiązowcach, dereniach, bukach, platanach, topolach, robiniach, wierzbach, jarzębach, lipach.

## Znaczenie
Grzyb niejadalny. Nadrzewny pasożyt i saprotrof. Powoduje białą zgniliznę drewna.